# Escut i bandera de Barxeta
L'escut i la bandera de Barxeta són els símbols representatius de Barxeta, municipi del País Valencià a la comarca de la Costera.

## Escut heràldic
L'escut oficial de Barxeta té el següent blasonament:
| « | Escut ibèric, amb la boca redona, truncat i mig partit. Al primer quarter, d'argent, una barca de gules damunt d'ones d'atzur i d'argent, superades per tres mitges llunes també de gules. Al segon quarter, en camper de gules, tres sabates caironades d'argent i de sable ben ordenades. Al tercer quarter, en camper d'or, tres faixes de gules. Com a timbre, una corona reial oberta. | » |

## Bandera de Barxeta
La bandera oficial de Barxeta té la següent descripció:
| « | Bandera de proporcions 2:3. Per meitat en alt, roig i blanc, al centre l'escut municipal timbrat. | » |

## Història
L'escut va ser aprovat per Resolució de 14 de juliol de 1992, del conseller d'Administració Pública, publicada en el DOGV núm. 1.845, del 17 d'agost de 1992.
La barca és un senyal parlant al·lusiu al nom del poble; les mitges llunes recorden que Barxeta fou una antiga alqueria de moriscs. Sota la barca figuren les armes dels Zapata i els Tallada, antics senyors de la localitat.
La bandera va ser aprovada per Resolució de 3 d'octubre de 1994, del conseller d'Administració Pública, publicada en el DOGV núm. 2.392, del 22 de novembre de 1994.